# Cimetière marin de Bonifacio
Le cimetière marin de Bonifacio est un cimetière marin se trouvant dans la ville de Bonifacio, en Corse. Il est aussi appelé cimetière marin de Saint-François. Il est visité par plus de 500 000 personnes par an. Il se trouve sur la falaise à proximité de l'église Saint-François (San Franzé) où sont généralement célébrées les funérailles des défunts.

## Personnalités
C'est dans ce cimetière qu'est inhumée dans le caveau familial l'actrice Marie-José Nat (1940-2019).

## Galerie d'images

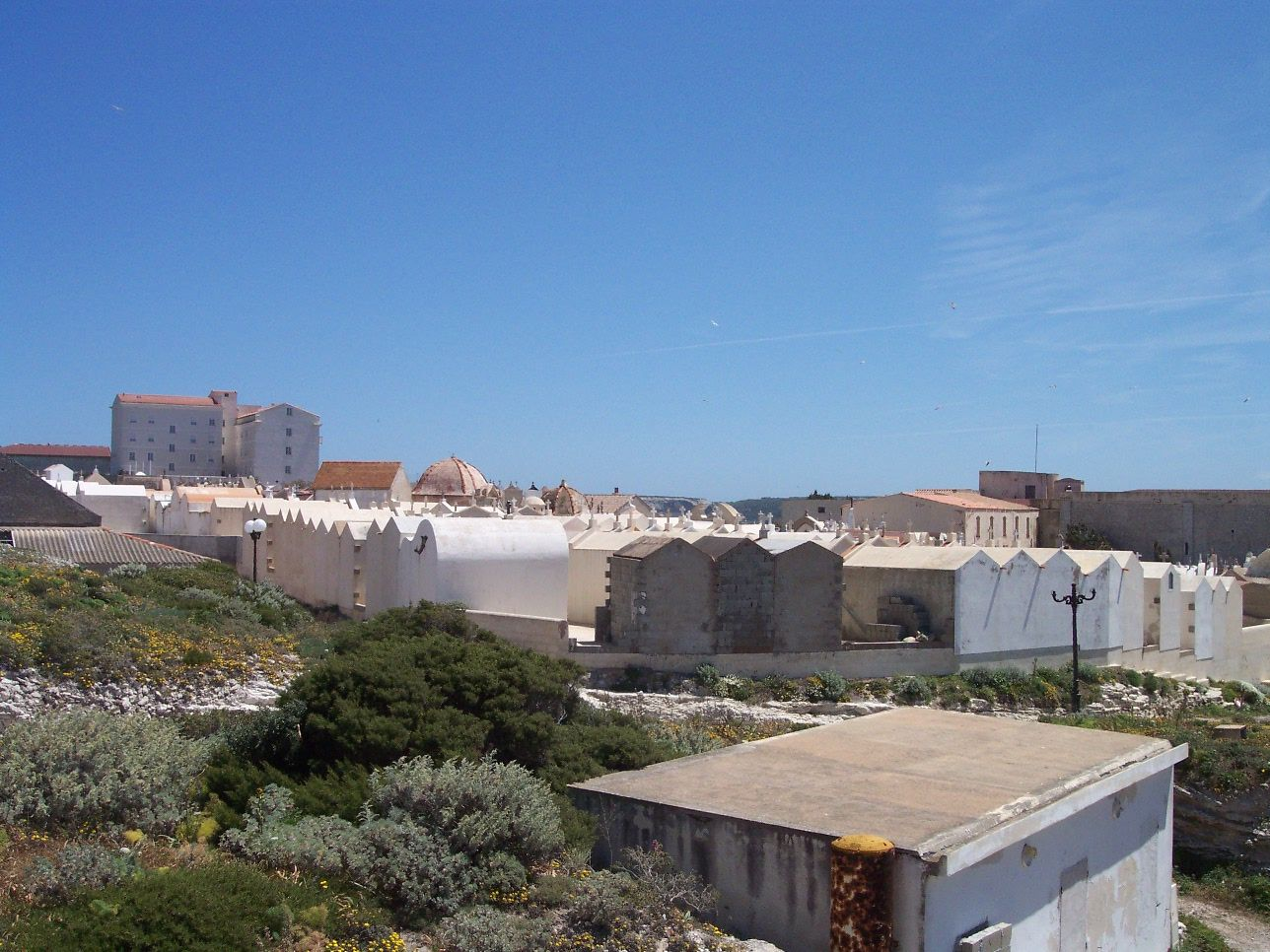
Vue du cimetière depuis l'extérieur
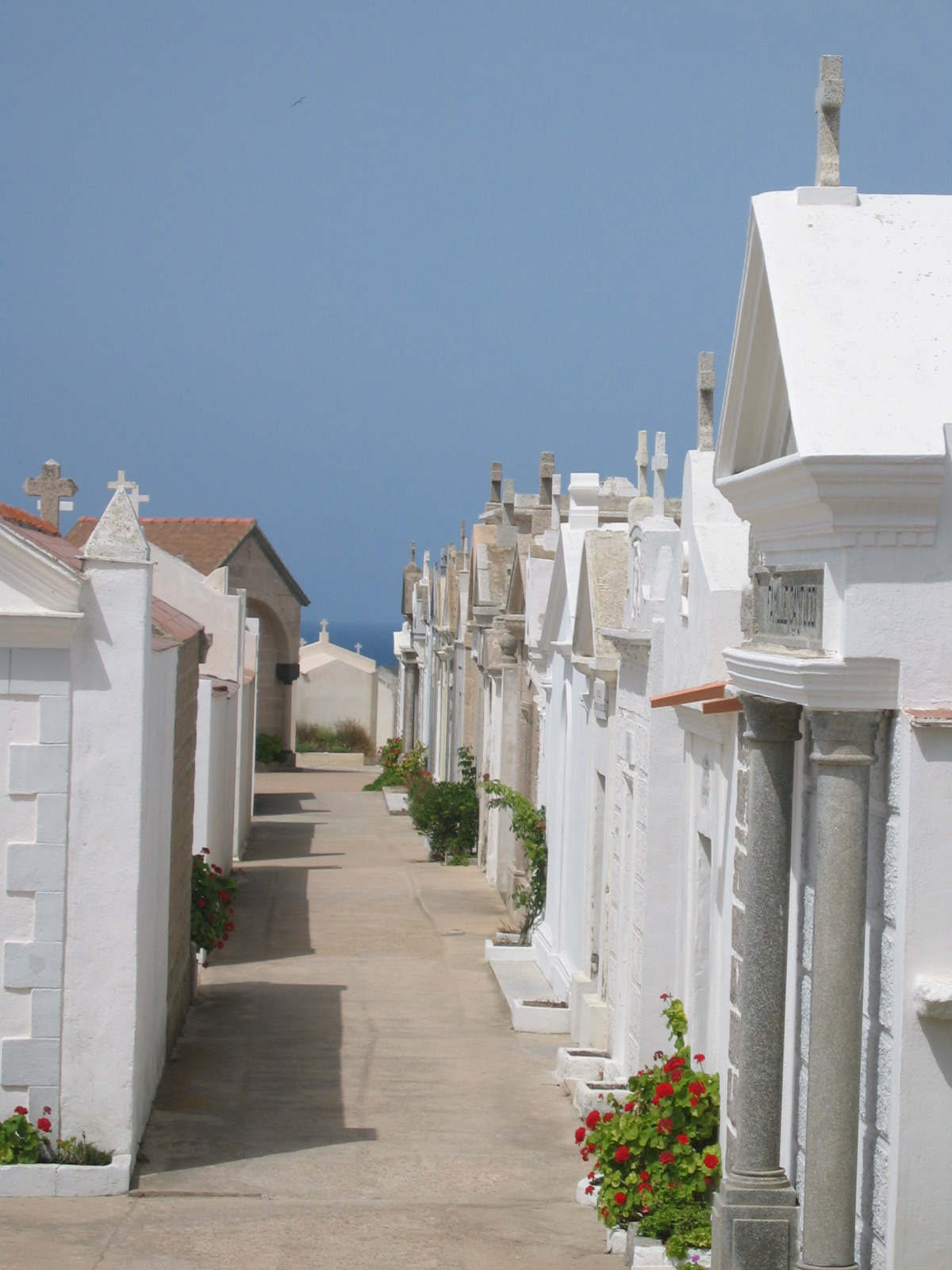
Allée du cimetière
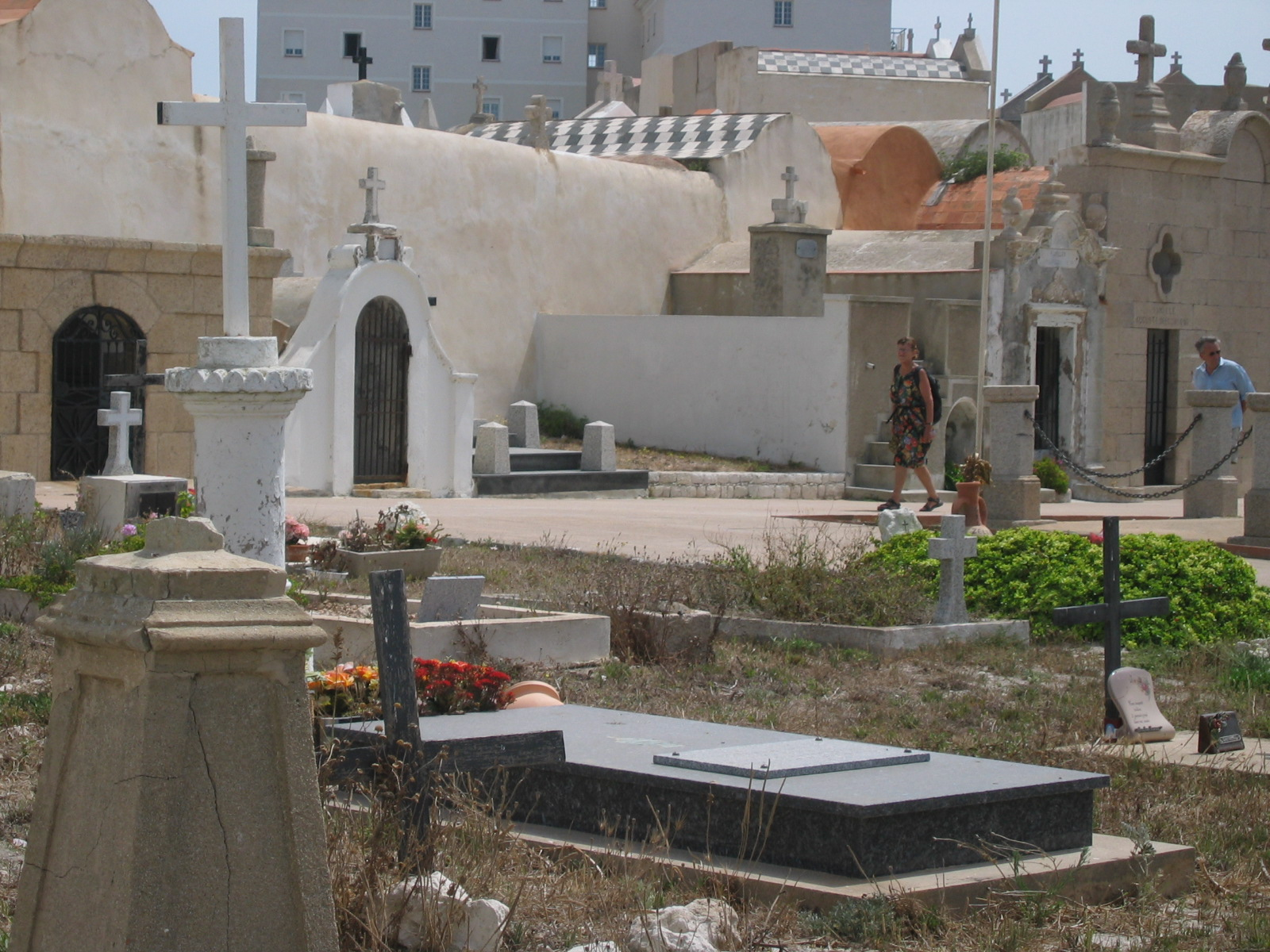
L'intérieur du cimetière
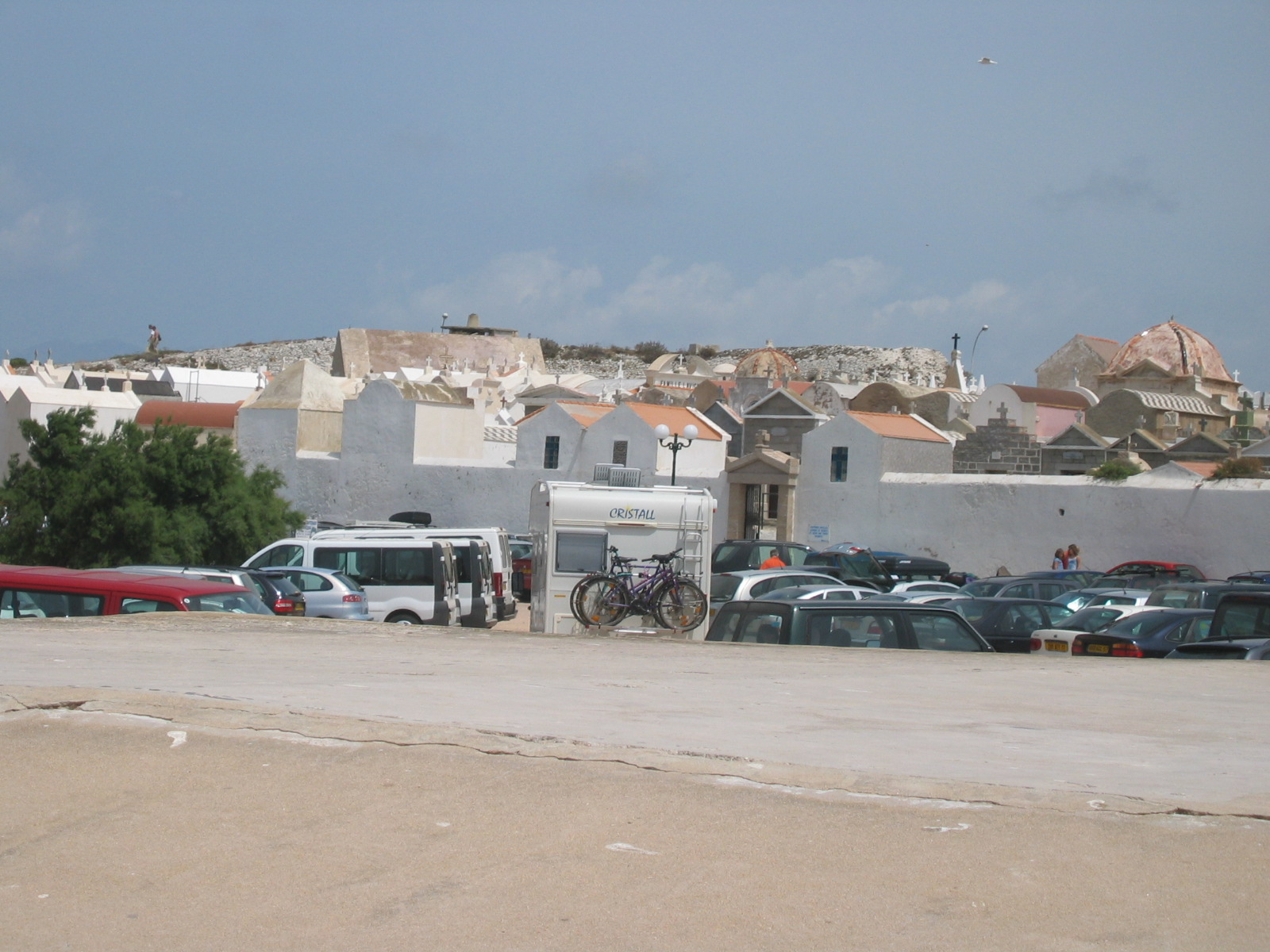
Vue du cimetière depuis l'extérieur
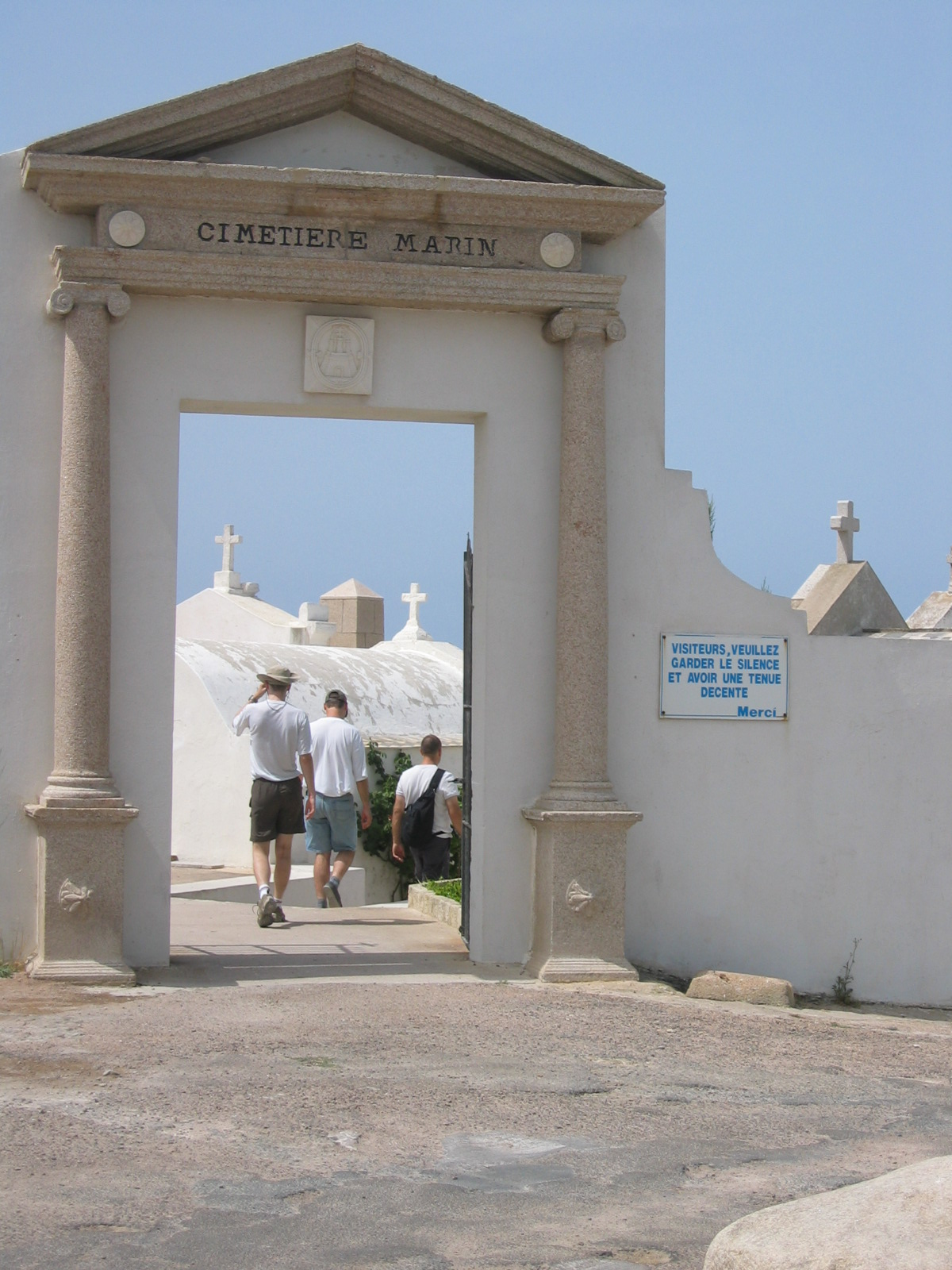
L'entrée du cimetière
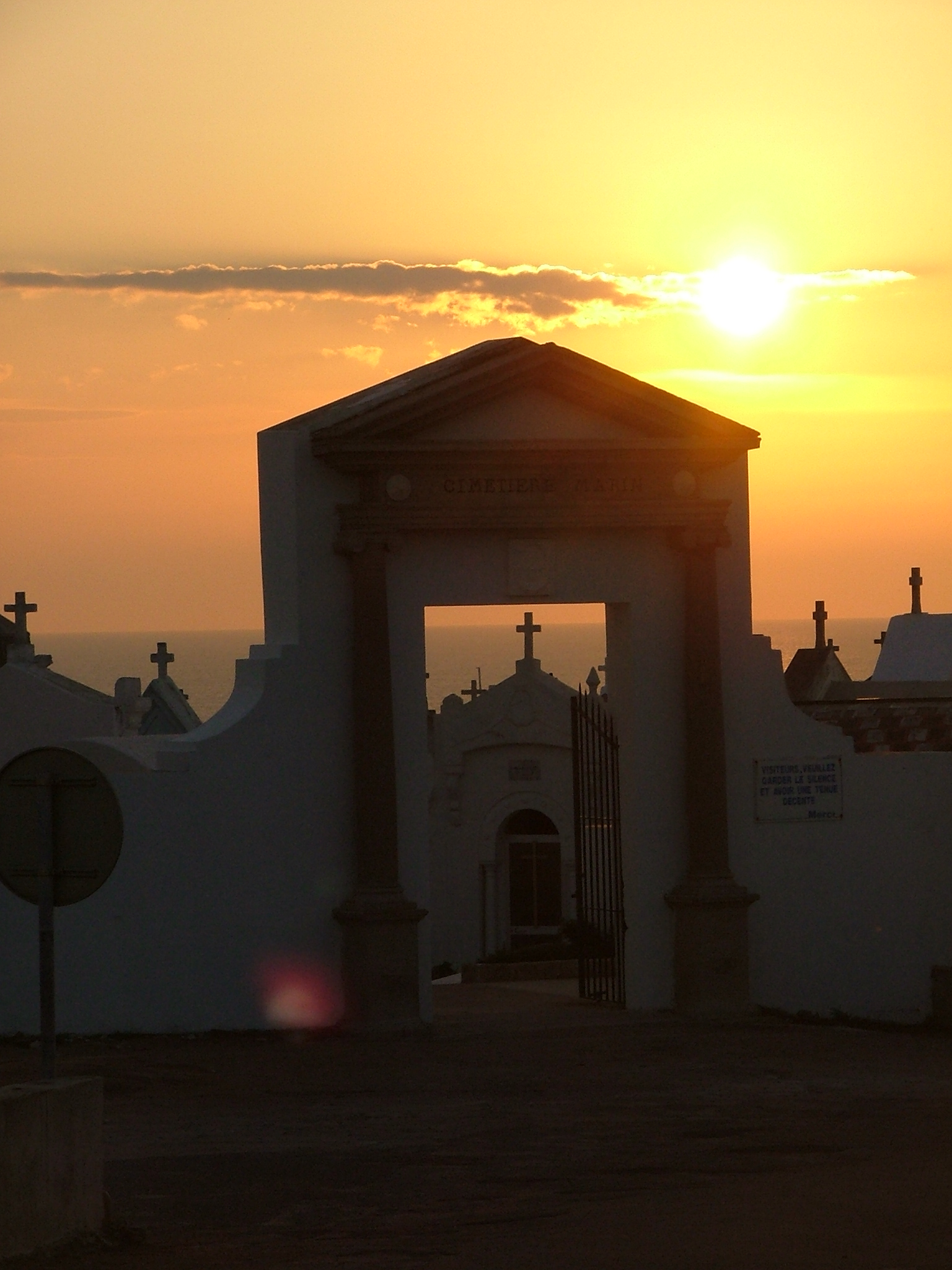
L'entrée du cimetière au coucher de soleil